# Resolutie 1061 Veiligheidsraad Verenigde Naties
Resolutie 1061 van de Veiligheidsraad van de Verenigde Naties werd unaniem door de VN-Veiligheidsraad aangenomen op 14 juni 1996, en verlengde de UNMOT-waarnemingsmissie in Tadzjikistan met een half jaar.

## Achtergrond
Na de val van de Sovjet-Unie, werden in 1991 verkiezingen gehouden in Tadzjikistan. Begin 1992 kwam de oppositie in opstand tegen de uitslag – de oud-communisten hadden gewonnen – ervan. Er brak een burgeroorlog uit tussen de gevestigde macht en hervormingsgezinden en islamisten uit de achtergestelde regio's van het land, die zich hadden verenigd. In 1997 werd onder VN-bemiddeling een
vredesakkoord gesloten.

## Inhoud
Er was bezorgdheid over de situatie in Tadzjikistan, die sterk achteruitging. De Veiligheidsraad benadrukte dat de partijen aldaar zich aan de gesloten overeenkomsten moesten houden. Eén daarvan was dat ze het conflict enkel op vreedzame politieke wijze zouden oplossen. Daarom moesten overheid en oppositie snel terug aan tafel gaan zitten.
De partijen werden opgeroepen de vijandelijkheden te beëindigen, het Akkoord van Teheran na te leven en het staakt-het-vuren op te volgen gedurende de gesprekken. De Veiligheidsraad verlengde het mandaat van de UNMOT-waarnemingsmissie in het land tot 15 december, op voorwaarde dat het Akkoord van Teheran en het staakt-het-vuren van kracht bleven. Als er geen betere vooruitzichten op vrede kwamen, dan zou de betrokkenheid van de Verenigde Naties in het conflict herzien worden. Secretaris-generaal Boutros Boutros-Ghali werd gevraagd elke drie maanden over de uitvoering van het Akkoord van Teheran, de vooruitgang en de operaties van UNMOT te rapporteren. Ten slotte werd bij de lidstaten aangedrongen op meer humanitaire hulp.

## Verwante resoluties
- Resolutie 999 Veiligheidsraad Verenigde Naties (1995)
- Resolutie 1030 Veiligheidsraad Verenigde Naties (1995)
- Resolutie 1089 Veiligheidsraad Verenigde Naties
- Resolutie 1099 Veiligheidsraad Verenigde Naties (1997)

Lijst ·  1036 ·  1037 ·  1038 ·  1039 ·  1040 ·  1041 ·  1042 ·  1043 ·  1044 ·  1045 ·  1046 ·  1047 ·  1048 ·  1049 ·  1050 ·  1051 ·  1052 ·  1053 ·  1054 ·  1055 ·  1056 ·  1057 ·  1058 ·  1059 ·  1060 ·  1061 ·  1062 ·  1063 ·  1064 ·  1065 ·  1066 ·  1067 ·  1068 ·  1069 ·  1070 ·  1071 ·  1072 ·  1073 ·  1074 ·  1075 ·  1076 ·  1077 ·  1078 ·  1079 ·  1080 ·  1081 ·  1082 ·  1083 ·  1084 ·  1085 ·  1086 ·  1087 ·  1088 ·  1089 ·  1090 ·  1091 ·  1092